# Ferrari 330 LM
La 330 LM è un'autovettura da competizione prodotta dalla Ferrari nel 1962 in quattro esemplari. È conosciuta anche con un altro nome non ufficiale: 330 LMB (dove “B” stava per “berlinetta”).

## Il contesto
La “330 LM” era una sostanziale evoluzione della 250 GTO, con cui condivideva anche la linea della carrozzeria, sebbene esteticamente erano presenti molte differenze nel corpo vettura dei due modelli. Aveva parecchio in comune, soprattutto nella linea della parte anteriore, anche con la 250 GTL.
La “330 LM” aveva installato un motore da 4 litri di cilindrata progettato da Gioachino Colombo. Questo tipo di propulsore era condiviso anche con altre vetture Ferrari da competizione con carrozzeria berlinetta, e fu progettato per adeguarsi al cambiamento dei regolamenti.
È stata l'ultima Ferrari da competizione a montare il motore in posizione anteriore.
La sigla numerica nel nome del modello era collegata alla cilindrata unitaria del motore, cioè quella relativa ad un solo cilindro, che era di circa 330 cm³. La sigla “LM” significava “Le Mans”, e ciò derivava dall'omonima competizione automobilistica, cioè dalla corsa dove il modello fu principalmente impiegato.

## Le competizioni
Il modello fu usato soprattutto nella 24 Ore di Le Mans da scuderie e piloti privati. Ebbe vita sportiva breve, ed il miglior risultato fu un quinto posto alla 24 Ore di Le Mans del 1963. Nelle prove dell'edizione appena citata della celebre corsa francese, una 330 LM abbatté per prima in questo circuito “il muro” dei 300 km/h.

## Caratteristiche tecniche
Il motore era un V12 a 60° anteriore, longitudinale e non sovralimentato. L'alesaggio e la corsa erano rispettivamente di 77 mm e 71 mm, che portavano la cilindrata totale a 3967,44 cm³. Il monoblocco e la testata erano fabbricati in lega leggera. Il rapporto di compressione era di 8,8:1. La potenza massima erogata dal propulsore era di 390 CV a 7500 giri al minuto.
La distribuzione era formata da un singolo albero a camme in testa che comandava due valvole per cilindro. L'impianto d'alimentazione era costituito da sei carburatori di marca Weber e modello 42 DCN. L'accensione era singola ed il relativo impianto comprendeva due spinterogeni. La lubrificazione era a carter secco, mentre la frizione era multidisco.
Le sospensioni anteriori erano indipendenti, con quadrilateri trasversali, molle elicoidali coassiali con gli ammortizzatori e barra stabilizzatrice; quelle posteriori erano formate da un ponte rigido e da balestre longitudinali. Entrambe montavano ammortizzatori telescopici. I freni erano a disco sulle quattro ruote, mentre la trasmissione era formata da un cambio manuale a quattro rapporti più la retromarcia. La trazione era posteriore. Lo sterzo era a vite e rullo conico.
Il telaio era tubolare in acciaio, mentre la carrozzeria era berlinetta a due posti.
La velocità massima dichiarata dalla Casa era di 280 km/h.

## La vettura nella cultura popolare
Una delle quattro vetture è stata venduta all'asta da Sotheby's nel 2023 al prezzo di 51 milioni di euro, rendendola la seconda vettura più cara venduta all'incanto, dopo la Mercedes-Benz 300 SLR Uhlenhaut coupé.
Una seconda vettura, carrozzata Fantuzzi, modificata per l'uso su strada e verniciata di giallo chiaro oro, proprietà dell'architetto Massimo Chiappini, è apparsa nel film del 1968 Tre passi nel delirio, all'interno dell'episodio Toby Dammit diretto da Federico Fellini. Incidentata per esigenze di copione, venne affidata ad un'officina per le riparazioni e per renderla disponibile per film ed eventi, ma sparì: è stata ritrovata solo nel 2023 in un museo di Los Angeles